# Benicia
Benicia é uma cidade localizada no estado americano da Califórnia, no Condado de Solano. Foi incorporada em 27 de março de 1850.

## Geografia
De acordo com o United States Census Bureau, a cidade tem uma área de 40,7 km², onde 33,5 km² estão cobertos por terra e 7,2 km² por água.

### Localidades na vizinhança
O diagrama seguinte representa as localidades num raio de 16 km ao redor de Benicia.

## Demografia
Segundo o censo nacional de 2010, a sua população é de 26 997 habitantes e sua densidade populacional é de 806,16 hab/km². Possui 11 306 residências, que resulta em uma densidade de 337,61 residências/km².